# Bubota
Según la mitología mallorquina y valenciana, las bubotas (bubotes en catalán), son fantasmas que acosan a los niños y niñas desobedientes; además, suelen frecuentar los cementerios de la isla de Mallorca y los pueblos de las comarcas centrales valencianas asustando a los vivos. Algunos incluso se mueren del susto. Esa gente se reencarna en otra bubota. A pesar de que no se sabe la fecha exacta, se piensa que la Bubota se originó entre los siglos XIII y XIV.
Tienen la apariencia de personas incorpóreas y semitransparentes cubiertas totalmente por grandes telas que les tapan la cabeza y los brazos.
Normalmente permanecen invisibles, paradas en puntos concretos. Cuando se mueven, lo hacen para asustar a alguien y lo hacen levitando por el aire, dejando un rastro que produce escalofríos mortales a los seres vivos.
En algunas zonas de la Comunitat Valenciana también son conocidas les bubotes como seres fantasmales que raptan a los niños que desobedecen a sus padres.
- Datos: Q8253232